# 輪姦倶楽部
『輪姦倶楽部』（りんかんくらぶ）は、山間部の地方都市に伝わる因習を題材に学園を舞台とする18禁のパソコンゲーム（アダルトゲーム）ソフトである。

## 概要
ゲームブランド・リリスのANIME Lilithレーベルより、ダウンロード版が2008年3月21日に、パッケージ版が同年3月28日にそれぞれ発売された。
大切な人を輪姦する因習の残る町を舞台とした本作の主人公は、その因習の流れをくむ秘密結社・輪姦倶楽部の会長という設定であり、その正体がルートによって異なる。
笹@（現：笹山逸刀斎）は自身のブログの記事の中で、本作の裏テーマは寝取られであるとしている。
笹@はこのような経緯に至った理由について、作品の内容の都合に加え、当時のアダルトゲーム業界において寝取られは危険なジャンルだったためだとしている。
派生作品として、同系列のLilithレーベルより発売された『LILITH-IZM03 〜IFストーリー編〜』に収録の『輪姦倶楽部IF』がある。
原作とは違った結末を描いた番外編であり、「真紀と詩織編」「知美編」「千秋編」「愛子編」の全4章となっている。
エピソードの構成上、原作に登場したヒロインのうち山崎鈴子・早坂夏子・田村素子・篠原いずみの4名は登場しない。
なお、番外編『輪姦倶楽部IF』の声優はすべて原作『輪姦倶楽部』本編と共通のキャスティングとなっている。
関連作品として、ゲーム版を原作とするOVA（18禁OVA）作品『りんかん倶楽部』が、リリス系列のPIXYレーベルより2011年から2014年にかけて全4巻にて発売された（同年末にはDVD-BOXも発売）。タイトル表記変更は一部の販売網で「輪姦」の文字が商品名として使用できない為の措置。
ストーリーの構成上、原作に登場したヒロインのうち早坂夏子・篠原いずみの2名は登場しない。
なお、アニメ『りんかん倶楽部』シリーズの声優は、基本的に原作ゲーム『輪姦倶楽部』と共通のキャスティングとなっているが、「中村詩織」役と「山崎鈴子」役はシリーズ中途でキャストが変更されている。
また、ゲーム版を原作とする実写AV作品『実写版 りんかん倶楽部』が、リリス系列のZIZレーベルより2014年から2015年にかけて全2巻にて発売。タイトルはOVA版と同様に表記変更されている。
ストーリーの構成上、田村素子・山崎鈴子が中心となるため両名のみ前編・後編に登場しており、他のキャラクターは前編もしくは後編のみの登場となる。なお、原作に登場したヒロインのうち早坂夏子・雪見千秋の2名は登場しない。

## ストーリー
山林に囲まれた林隠市では、林隠市の守護神・石長比売（イワナガヒメ）の怒りを鎮めるために、木花之佐久夜毘売（コノハナノサクヤビメ）の服装をさせた巫女を皆で輪姦するという儀式が、千年前から続けられていた。
その巫女は輪姦の参加者の血縁者が務めることとなっており、巫女から生まれた子どもは祭児として育てられた。もし巫女が妊娠しなかった場合、その巫女は藁で簀巻きにされ精液を注がれ、生贄として川へ流された。
その儀式は、林隠学園の生徒会長が会長を務める秘密結社・輪姦倶楽部の活動として今日まで続けられていた。

## 登場人物
"私"
ゲーム版の主人公。林隠学園の三年生にして輪姦倶楽部会長。
山崎鈴子
声 - 中瀬ひな（ゲーム版、OVA第一話）、秋本ねりね（OVA第二〜四話のみ）
共通ルート
林隠学園の教師であると共に、ヨガ・サークルを主催しそのインストラクターを務める。祭児であり、素子の姉。詩織とは同じ大学の先輩後輩に当たる。
巫女に饗される事を防ぐ為に誰も親しい人物を持たないようにしつつ、テレビ局に勤める友人を説得して「選挙の取材」という名目で儀式の取材をさせ、林陰の町に千年以上に渡って伝わる闇の儀式の歴史全てを白日の下へ晒して全てを破壊し、政治家達と林隠町の有力者達に儀式を止めるように圧力を掛けていく“計画”を立てる。
田村素子ルート
DNAリストを手に入れた素子の調査により、鈴子は素子と血縁関係にある事が発覚。その事実を突きつけられて拘束され、実の妹から巫女に饗される。
学園にやってきたテレビ報道官を、「鈴子の計画だ」として素子に看破されて帰されてしまい、計画失敗によって悲痛な声を上げつつ巫女の職務を享受する事となる。
しかし、血縁関係である事を逆に利用して「巫女の職務」と「天性のサディスティックな性格」によって男達を手玉にした後、素子を巫女に饗して自分が味わった全ての辱めを2倍にして素子へ返す事に成功する。
西本和馬ルート1
和馬が想い人であるいずみを輪姦倶楽部の儀式から守るために会長を務めている事を、輪姦倶楽部の人間へバラすと脅す。いずみを守りたければ“計画”に協力しろと迫って和馬を懐柔し仲間に引き入れることに成功する。だが、林隠町の闇の深さに気づかず輪姦倶楽部を潰す為に強く関わり過ぎた事で、和馬による闇の組織の介入によって失踪という形で葬られる事となる。一ヶ月後、突然和馬の部屋に現れた。アンドロイドのような従順な奴隷として和馬を「ご主人様」と呼び、彼の命令には絶対服従するようになる。失踪して和馬の奴隷として生活を続けている事は、和馬以外に誰も知らない。健二に和馬を刺された際は、狼狽しながらその最期を看取る事となる。
西本和馬ルート2とルート3共通
着々と“計画”を進め、友人のテレビ局員と合流した後旧校舎へ突入する。
田村素子
声 - 緒田マリ
鈴子の妹で、姉同様祭児である。いずみと真紀は幼馴染にあたる。ゲーム版では選択肢次第によて“私”となり得る内の一人。
彼女はその正体に触れられない形でパッケージや公式サイトでヒロインの一人として扱われており、彼女が”私”本人であるという真相はいわゆる叙述トリックとなっている。
女でありながら自分以外の数々の女性を巫女として饗し、その淫猥な姿を観て絶頂する冷血で変態な人物。
守秘義務を守る愛子を堕とした後、彼女の医院で町民のDNAリストを入手、それを元に姉である鈴子を巫女に饗して快楽漬けの毎日を送らせるが、性行為によって男達を手玉に取った鈴子の逆襲に遭い、自らも鈴子の手によって巫女に饗された。
その後、度重なる辱めによって精神を崩され、姉の性奴隷となる。
OVA版では初めから輪姦倶楽部の会長として登場。原作の和馬と設定を統合されており、幼馴染である真紀を巫女にしないために会長の立場を利用して祭事を誘導しているという設定になっている。
篠原いずみ
声 - 榎津まお（OVA版未登場）
林隠学園の三年生。ヨガ・サークルの会長。
田村素子・西本和馬　ルート共通
和馬、素子、真紀、千秋の幼馴染。和馬に好意を持つ。山崎鈴子がインストラクターを務めるヨガ・サークルに通っている。
西本和馬ルート共通
和馬が輪姦倶楽部会長である事とその内容を理解しており、真紀と詩織の和馬に対する雰囲気が露骨に変わった事に気づいて2人が巫女に饗されていた事実を知る。
それにより和馬が真紀と詩織との仲が良くなったと嫉妬して憤慨し、和馬の前から走り去るが、和馬が千秋によって寝取られた翌日からは憤慨した事を後悔して謝罪し、何事も無かったように振舞う。
西森和馬ルート1
健二の真意を知らずに和馬の家に案内した結果、和馬は健二に刺殺される。いずみは現場に居合わせるがこれに気づかず、和馬に平常な素振りをしたまま一人で通学する事を促されてそのまま先に行ってしまう。
西本和馬ルート2
何事も無かった様に振舞うが嫉妬に耐えられず、和馬と肉体関係を結びたいがために自ら巫女となる。真紀と詩織の前で和馬に処女を捧げて念願を果たした後男達に蹂躙されるが、その最中に山崎鈴子率いるテレビ局員によって旧校舎へ突入される。
西本和馬ルート3～4共通
和馬を起こしに来なくなった後、和馬に処女を捧げたいがために自ら巫女へ志願し“みすず”という偽名を使って巫女となったが、いくら待っても目当ての和馬が現れなかった為に処女を散らされ数日間大勢の男達に犯され続けていた所、和馬も久々に輪姦に参加しようとした事によって発見される。その後始業の鐘が鳴り、化学教師と和馬といずみだけが残された旧校舎へ鈴子率いるテレビ局員が突入した。
桂木真紀
声 - 草柳順子
林隠学園の三年生。桂木家の次女。
林隠学園のアイドル的存在で、隠れたファン倶楽部がある。いずみ、和馬、素子、千秋とは幼馴染。また、雪見姉弟の従姉弟でもある。
和馬に好意を持つが、既婚者で姉の夫である智信にも好意があり、度々智信に呼び出されては股を開く。
姉の詩織への背徳感から智信と性行為に及ぶ事はあっても膣の処女は守っているが、智信の妥協策によって巫女に饗される。
和馬の説得により「智信に利用され、姉の詩織を裏切った罰」と称して自ら進んで雛人形に名前を記し、抵抗もせずに快楽に堕ちていく。
巫女に饗される前から智信によって膣の処女を捧げる以外の事を全て仕込まれた真性の淫乱だった真紀は、次期の巫女にも自ら志願するが、それは姉の詩織が巫女になる事から守る為であった。
自分と詩織を智信の毒牙から解放させる為とはいえ、巫女として体を汚されてしまってからは元々好意を寄せていた和馬に依存するようになり、「二番でも三番でもいいから私を好きでいて欲しい」と懇願。
和馬と和馬に好意を寄せるいずみの気持ちを知りながら和馬に迫るが、和馬が姉の詩織と仲良くしたり性行為に及ぶ事に激しい嫉妬心を表し断固許さない。
中村詩織
声 - 紘川琴音、凛子（OVA第四話のみ）
林隠学園の教師。真紀と守の姉であり、旧姓・桂木詩織。中村智信の元妻。鈴子とは同じ大学の先輩後輩の仲である。
真紀と和馬の思惑により、愛する夫だった智信の本性を知り激昂。
自分への罰と自称して巫女となった妹の真紀を守る為、そして愛する者を失った喪失感から「何も無くなってしまった私を満たして欲しい」と、自らの意思により罰を享受し巫女となる。
夫に裏切られ、2期に渡り巫女を務めようとする真紀の身代わりになった直後からは自身も淫乱の本性を現し、“本当の”快楽に溺れる。
夫の居る自宅へ帰れなくなった際には秘密裏に和馬の家に住みながら巫女を続け、その後智信との別れ話を進め荷物を引き払い、判を押した離婚届だけを残し実家の桂木家へ戻る。
真紀の身代わりとして巫女に饗された後、和馬に好意を寄せ、彼との仲の良さを真紀に見せつけながら度々肉体関係を迫るようになった。
和馬から離れられなくなった詩織は夫の智信を体育館に呼び出し、「好きな人ができた」と告白して智信との関係に終止符を打つ。
早坂夏子
声 - 深井晴花（OVA版未登場）
瑞樹の母。林隠町で唯一存在する桂木医院の看護婦を務める。育児と仕事の合間を縫って鈴子のヨガ・サークルに通っている。
和馬が小学生だった頃、インフルエンザの予防接種を受けに桂木医院へ来た事から顔見知りとなる。
10年以上前に夫を亡くし、女手一つで瑞樹を育ててきたが、母親に性的悪戯を繰り返す息子をたしなめる為に「嘘の再婚話」を切り出すと誤解され、母を自分の物にしたいがために息子によって巫女に饗されてしまう。
息子によって巫女に饗されると「女としての悦び」に目覚め、巫女の職務を終わらせた後も息子と肉体関係を続ける毎日となった。
息子と行為を続け、毎夜体が疼き激しい快感を求めるようになってしまうが、徐々に息子の行為がエスカレートしていき、毎晩町の男を誘惑させて性行為をさせては孕んだ母親を犯したいと言われるようになる。
息子が求めるならそれに応えたいが、愛してもいない見ず知らずの男に犯されて子供を孕む事を嫌い、昔からの知人であり死んだ夫に似ている輪姦倶楽部会長の和馬に孕ませて欲しいと相談を持ち掛ける。
雪見千秋
声 - 未来羽（OVA版未登場）
春秀の姉。和馬、いずみ、真紀の幼馴染であり、真紀の従姉弟。
和馬に好意を持つが、両想いであるいずみと和馬の気持ちを知りつつも執拗に和馬に詰め寄って襲い、自身の初めての性行為の相手とする。
弟の春秀の暴挙により巫女に饗されるも、どれだけ醜い男共に犯され、嬲られ、よがり狂おうとも弟との性行為だけは最後まで拒絶した。
巫女として職務を終えた後、嫌悪感を持ちつつも春秀の精神を追い詰めた責任を感じて弟と共に暮らすようになる。
いずみと和馬の仲を応援しようとしたが我慢できず、巫女になった日から和馬を名前で呼ぶようになり、弟に饗された事を理解しつつも千秋自身は和馬によって巫女に饗されたと言い張り、「和馬が千秋を巫女に饗した事をいずみにバラす」と脅して自宅に連れ込み、性行為を迫る。
その後、諦めきれない千秋の懇願により付き合う事はできなくともセックスフレンドとして和馬との関係を続ける事に成功する。
桂木愛子
声 - 紫苑みやび
「中村詩織」「桂木真紀」「桂木守」の母親。林隠町で唯一存在する桂木医院の院長を勤める。
夫との長年のセックスレスに悩み、普段から下ネタを口に出す。息子の守に巫女として饗される。
元々性欲を持て余していた事によってすぐに快楽の虜となり、娘の真紀の前でさえ性行為以外に興味を示さなくなる。
DNAリストを素子に渡した後も桂木医院の診療室で大勢に犯され続け嬌声を上げるが、愛子の淫らなDVDを観てショックを受けた夫が医院に向かっている事も知らずに行為に没頭する。その後の消息は不明。
山中知美
声 - 安堂りゅう
林隠学園の女子体操部員。男子生徒の熱狂的なファンを持つ人気者。山中聡の妹。
健二の恋人であるが、健二に妹を取られ嫉妬に狂った聡により巫女として饗され、どさくさに紛れて知美自身の父親にも犯される事となった。
巫女としての任期を終えた後、性行為以外の事を考えられなくなる程に極度の淫乱となる。知美が求めた事より、巫女の儀式とは関係無く林隠学園の野球部員達によって飽きれられる程に犯され続けた。
中村智信
声 - 森雄太郎（OVAのみ）
林隠学園の体育教師で、若さと誠実な人柄から女生徒に人気がある。その一方で、輪姦倶楽部の会員という裏の顔があるほか、度々真紀を呼び出しては性行為を迫る。
妻である詩織を巫女にして男達共々梶村の手にかかるのを嫌い、その身代わりの妥協策に自身の性具としていた真紀を巫女に饗する。だが、真紀を梶村へ差し出す約束を破った為に妻の詩織に本性を知られ、妻自身の意思により詩織を巫女とされてしまう。
その後、荷物を引き払った詩織から判を押した離婚届だけを残され、和馬を伴って待ち構えていた詩織に体育館へ呼び出された際に復縁を迫るが、和馬が好きだとして復縁を拒絶される。詩織と体育館で別れた後暫くして、今度は和馬と談笑していた真紀に「和馬と詩織の肉体関係」を暴露して復縁を迫るが、既にそれを認知している真紀に和馬が好きだからと一刀両断され、呆然と立ち尽くすのみとなった。
梶村栄三
林隠学園の体育教務主任であり、智信の上司。
セクハラ・暴行で訓戒を受ける事10回以上、学園では女生徒に対する強姦の噂まで囁かれている札付きの教師。傍若無人で誰にも好かれない。
自分の欲望に副った巫女選びを強制し、従えなければ儀式の詳細を外部に告発しようと輪姦倶楽部会長に脅しを掛けるが、「ルール違反」として“不慮の事故”により死亡、またはそれに準する原因によって失踪する。
早坂瑞樹
林隠学園に通う学生で、夏子の息子。守、春秀の友人。
母親を相手に性的な悪戯を繰り返し、母親が再婚するという誤解を真に受けて巫女に饗してしまう。その後、念願だった夏子を手に入れた。
母親と性行為に耽る毎日だったがそのうちに求める行為がエスカレートしていき、誰の子供でもいいから孕ませて、その孕んだ母親を犯したいと考えるようになる。
雪見春秀
千秋の弟であり、真紀の従姉弟。極度の引っ込み思案。瑞樹と守の友人。
自宅の自室に卑猥な本とゲームを所持していた事で姉の千秋に毛嫌いされ、度々家を追い出される。ある日、姉の部屋で姉の下着を使い自慰をしているところを千秋に見つかり、口論の末に極限の精神状態に追い込まれる。瑞樹により得ていた輪姦倶楽部会長の携帯番号へ連絡、思い余って自分の姉を巫女に饗してしまう。
そしてその機に乗じて姉の処女を我が物にしようとするが、巫女に饗する前から既に処女ではなかった事を知り絶望する。
姉の拒否と男共の邪魔により、姉との性行為に及ぶ願望は果たされず、他の男共に蹂躙される姉を見つめて自慰をするだけで指一本触れる事もできなかった上、性奴隷にまで堕ちた姉にさえ性行為を拒絶される。
姉の巫女の任期が終わった後、「千秋と一緒に居られるだけで幸せだから」と懇願し、姉に毛嫌いされたまま再度共に暮らす事となる。
千秋が和馬を家に連れ込み情事に浸っているその部屋の前で自慰を繰り返し、弟に男との情事を盗み見させる事で姉を巫女に饗した事への罰を与えられる。
田上健二
声 - 小林和人（OVAのみ）
林隠学園野球部のエース。学園での人気者で、女生徒からの人気が高い。自分の恋人である山中知美が兄の聡の陰謀により巫女に饗された事を知らず、すぐ側で恋人を犯されていても気づかなかった。
ある日知美が巫女として饗されていた事実を野球部員に知らされて別れ、学園に姿を見せなくなった。 西本和馬ルート1では、激しい憎悪の念に支配されて輪姦倶楽部会長の西本和馬を凶器で刺すという事件を起こす。
山中聡
声 - 金拓（OVAのみ）
知美の兄であり、健二の友人。妹を饗する為に輪姦倶楽部会員となる。
妹を奪った健二に嫉妬して知美を自分の性奴隷にするべく巫女に饗し、「健二が呼んでいる」と嘘を付いて妹を旧校舎へおびき寄せ蹂躙した。
桂木俊夫
声 - 野球☆（OVAのみ）
愛子の夫であり、林隠学園の教諭。担当教科は世界史。詩織、真紀、守の父親。
息子の守により愛子が巫女に饗された後、最近の妻の機嫌が良い事に不信感を抱きつつも、山崎鈴子の提案を元に抜き打ちで学園全体の手荷物検査を敢行した。その時に没収された『調教　便所会』と書かれた猥褻な物と思われるDVDを鈴子と共に確認した結果、妻・愛子が複数の男達に輪姦されてよがり狂う姿だった。失意のどん底に落とされて蒼白な顔で桂木医院に帰る彼の姿を見た素子は、背中に痺れた快感を感じながらそれを見送った。
桂木守
声 - 咲羅あかり（OVAのみ）
愛子の息子であり、詩織と真紀の弟である。
録音機やデジタルカメラを含めた多数の盗撮・盗聴機材を所持し、それを学園のトイレ等に仕掛けていたところを梶村に見つかり拘束される。
盗撮の件で姉の詩織を巫女に饗するように梶村に脅されたが、素子の思惑によって防がれる。素子の協力要請により、姉の代わりに母の愛子を巫女に饗してしまう。
西本和馬
西本和馬ルート1～3共通
ゲーム版では選択肢次第で主人公の“私”が西本和馬となる。いずみ、真紀、千秋とは幼馴染。
冷静沈着な人物で複数人の女性から好意を受けているが、その中の千秋から執拗に詰め寄られた結果襲われ、初めての性行為の相手となる。
モノローグでの一人称は“私”であるが、作中で幼馴染の真紀に初めて名前を呼ばれた際の会話では“僕”となり、その後は“俺”となる。
実の姉を巫女に饗され、その姉の自殺により「これ以上大切な存在を誰にも汚させない」事を決意し、いずみを儀式から守る為に輪姦倶楽部へ会長として潜り込んだ。
いずみに好意を寄せており、すぐにでも気持ちを伝えたかったが、いずみを儀式から守る為の最良の手段として気持ちを黙殺し、いずみに対して冷たく接するようになる。
輪姦倶楽部会長としては過去一度も輪姦に参加しなかったが、詩織と真紀の懇願により初めて輪姦一番槍として参加する。
真紀と詩織が饗された事をいずみに知られた後、和馬を我が物にしようとする千秋に脅され性行為を迫られるが、妥協案として千秋のセックスフレンドになる事で問題が落ち着きを見せた。
西本和馬ルート1
いずみの事で山崎鈴子に脅しを受けて“計画”への協力を要請され、一瞬考えるもこれに加担して同士となる。
新たな巫女が選ばれる“計画”の実行日、鈴子の言う通りに会長として輪姦倶楽部へ林隠町の有力者を参加させるように取り計らう。だが、予め闇の組織に“話し”ていた和馬により“計画”は頓挫し、元同士である鈴子を闇の組織が葬ってしまう。
鈴子失踪から一ヵ月後、事の顛末を全く予期していなかった和馬の前に、従順な奴隷となった姿で突然鈴子が現れるが、「何者かの意思によるものだ」と認識し鈴子を部屋で飼う事となる。
鈴子を飼い始めた後は、自分と肉体関係を持った全ての女性から距離を置いた事で、篠原いずみが嫉妬に狂う事も無くなり、絶妙な良い関係を保てるようになった。
しかし、知美を巫女に饗されていた事を知って気が狂った健二によって刺殺される。
西本和馬ルート2
プールでの情事以来、真紀と詩織との情事に明け暮れて巫女の選定をサボり、輪姦倶楽部の主要メンバーに選定を任せていたある日、変わった巫女が饗される事を桂木姉妹から聞かされ引きずられながらも旧校舎へ向かうが、そこに居たいずみを見て茫然自失となる。
和馬と結ばれたいが為に自ら巫女になったいずみの確固たる決意を知り、両想いだった二人は結ばれたが、行為の最中に鈴子が率いるテレビ局員に旧校舎へ突入される。
西本和馬ルート3
プールでの情事以来、巫女の選定を部下任せにして真紀と詩織によって毎日起こされる生活になったが、両親が旅行に行った当初まではいずみに起こされていた事に気づき、起こしに来なくなったいずみの安否を気にするも特に深く考える事は無かった。
しかし偶然聞いた噂で「自分から立候補した巫女がいる」事を知って気になり、旧校舎へ向かうと立候補した巫女とは“みすず”という偽名を使ったいずみである事が分かる。
和馬に処女を捧げようと自ら巫女に立候補したいずみだが、その時和馬は詩織と真紀との情事に溺れていた為に輪姦倶楽部会員の一人によって処女を奪われた事を知る。
全ての“初めて”を奪われて精液まみれになった体を悶えさせ、笑みを浮かべたまま謝るいずみの姿を見た和馬は、胸を鋭く貫く激しい痛みに襲われる事となった。
その後始業の鐘が鳴り、化学教師と和馬といずみだけが残された旧校舎へ鈴子率いるテレビ局員が突入した。
西本和馬ルート4
いずみと真紀が教室で口論していたその場に居合わせた和馬は、怒って帰るいずみを見送りつつ真紀に迫られて堪らなくなり行為に及ぼうとするが、詩織と性行為した罰と称して中途半端にお預けを食らう。
その帰り道、夏子に呼び止められ相談を持ちかけられると、これを承諾して協力する事となる。

## 作中用語
林隠市林隠町
山間にある町。町民は皆、特に女性は物心ついた時から恐ろしい昔話とともに、巫女にされれば犯されるという現実だけをはっきり「責務」として、それが“普通”だと認識している。
古のしきたり“儀式”
満月と新月の日に巫女を選定し行われる淫猥なるもの。
古の時代の神、「石長比売」を鎮める為に「木花之佐久夜毘売」に見立てた巫女を徹底的に汚す目的によって行われた。
儀式によって巫女が妊娠すれば「石長比売」の怒りは静まり、その翌年の災いは回避され豊穣が約束されると信じられている。
この際、妊娠しなかった巫女は男性の精液で満たした藁で簀巻きにして川へ流す事で神の怒りを一時的に鎮めたと云う。
その後、現代の情勢に合わせるため、巫女である人間の代わりに紙製の雛人形が川へ流される。
雛人形に名前を書く事によって契約は成立し、巫女となる。名前を書く資格があるのは巫女自身とその血縁者に限られた。
石長比売の呪い
儀式に協力しなかったり妨害をしたり、その秘密を部外者に知らせる等の裏切り行為を行った者に降り掛かるとされる呪い。
いくつかの伝説を伴うこの呪いを、迷信と笑い飛ばす者は林隠町には少ない。
祭児
山間の町・林隠市に千年以上昔から続く闇の儀式によって巫女から産まれた子供。
輪姦倶楽部
林隠学園内に存在する秘密結社。林隠町に千年以上昔から伝わる秘匿された儀式を旧校舎で行う為に存在している。
闇の組織
輪姦倶楽部の守護者で、輪姦倶楽部の会長ですら全容を知らない。
輪姦倶楽部の会長の手に負えない事柄が起こった際、林隠町の外れにある神社でその事柄を“話す”だけでこの組織は異分子を始末する。
これまで多数の人間を葬っており、栄三と鈴子の失踪に深く関わる。
輪姦倶楽部会長
林隠学園が設立された以降、生徒会長に就く者が輪姦倶楽部会長を兼任する事が決まっている。
会長の職務を知る者は皆立候補するが、その激戦を勝ち抜いたのが作中の“私”である。
秘密結社の会長でありながら、林隠町で生まれ育った女性ならば誰もがその存在と立場を周知している。
桂木医院
桂木愛子が院長を勤める林隠町で唯一の病院。早坂夏子がこの医院の看護師を勤める。
DNAリスト
医療管理の為と称して桂木愛子が管理していた物で、2000年から調査しデータベース化が進められていた林隠町の人間全てのDNAデータが記載された紙のファイル。
巫女の儀式によって生まれてくる祭児を誰の子供か判定・管理する為に作られた。
田村素子が山崎鈴子を巫女に饗するために利用する。

## スタッフ
- 企画・原作・監督 - 笹@
- 原画 - すめらぎ琥珀
- シナリオ - フレーム
- 演出・アニメ監修 - EDEN
- アニメ制作 - チーム・テツ、KIZAWA studio
- グラフィック - チーム陸ガメ先輩
- 音楽 - 溝口哲也

## アダルトアニメ
2011年から2014年にかけ、全4巻のシリーズとしてPIXYレーベルよりDVDパッケージ版とダウンロード販売版が発売された。2014年12月にはDVD-BOXも発売された。
OVAシリーズ一覧
- りんかん倶楽部 〜第一話 山崎鈴子と桂木愛子〜（2011年4月29日発売）
- りんかん倶楽部 〜第二話 堕ちた愛子と山中知美〜（2011年12月30日発売）
- りんかん倶楽部 〜第三話 詩織と真紀〜（2012年12月21日発売）
- りんかん倶楽部 〜第四話 真紀と素子〜（2014年1月31日発売）
- りんかん倶楽部 DVD-BOX（2014年12月26日発売）

OVAキャスト
- 山崎鈴子 - 中瀬ひな（第一話）、秋本ねりね（第二〜四話）
- 田村素子 - 緒田マリ（全四話）
- 桂木愛子 - 紫苑みやび（全四話）
- 桂木真紀 - 草柳順子（全四話）
- 中村詩織 - 紘川琴音（第一話、第三話）、凛子（第四話）
- 山中知美 - 安堂りゅう（全四話）

OVAスタッフ
- 原作 - リリス［Lilith］（全四話）
- 企画 - 笹山逸刀斎（全四話）
- プロデューサー - 笹山逸刀斎（全四話）、堀江拓（第一話・第二話・第三話）、渡嘉敷八起（第四話）
- シリーズ構成 - うだたん（全四話）、笹山逸刀斎（第二話・第三話・第四話）
- 監督 - さだやまやなは（第一話・第二話・第三話）、笠原慎平（第四話）
- 脚本 - こぬたん（全四話）
- 絵コンテ - さだやまやなは（第一話・第二話・第三話）、吉沢秋穂（第四話）
- 演出 - さだやまやなは（第一話・第二話・第三話）、笠原慎平（第四話）
- キャラクター原案 - すめらぎ琥珀（全四話）
- キャラクターデザイン - さだやまやなは（全四話）
- 作画監督 - さだやまやなは（第一話・第二話・第三話）、服部憲知（第四話）
- 制作 - セブン（第一話・第二話・第三話）、Studio Eromatick（第四話）
- 製作 - ピクシー［Pixy］

## AV
2014年から2015年にかけて、前後編のシリーズ全2巻としてZIZレーベルより、パッケージ版（DVD版）とダウンロード販売版（SD版・HD版）を発売。発売に関しては基本的に同時発売だが、後編のダウンロード販売については予定日より延期されて発売された。
AVシリーズ一覧
- 実写版 りんかん倶楽部・前編（2014年12月26日発売：パッケージ版・ダウンロード版）
- 実写版 りんかん倶楽部・後編（2015年1月30日発売：パッケージ版）/（2015年2月4日発売：ダウンロード版）

AVキャスト
- 田村素子 - 大槻ひびき（前編・後編）
- 山崎鈴子 - 蓮実クレア（前編・後編）
- 篠原いずみ - 湊莉久（前編）
- 山中知美 - 枢木みかん（前編）
- 桂木愛子 - 桜井あゆ（後編）
- 桂木真紀 - 初美沙希（後編）
- 中村詩織 - 芹沢つむぎ（後編）